# Boujaron
Der Boujaron war ein kleines Flüssigkeitsmaß auf Schiffen. Das Maß hatte Bechergröße und war zur Rationierung und Ausschank vorwiegend von hochprozentigen alkoholischen Getränken an die Schiffsbesatzung gedacht. Die Menge entsprach dem dreifachen Inhalt eines heutigen Schnapsglases. Der Boujaron hatte darum etwa 6 Zentiliter. 